# 傅大為
傅大為（？—）台灣科學史學家，哥倫比亞大學科學史與科學哲學博士，《台灣社會研究季刊》創社社長，現任國立陽明大學科技與社會研究所教授、國立陽明大學人文社會學院院長。，並辦有《東亞科技與社會國際英文期刊》（EASTS）。